# Władimir Malin
Władimir Nikiforowicz Malin (ros. Владимир Никифорович Малин, ur. 24 lipca 1906 we wsi Jakonowo w guberni twerskiej, zm. 30 stycznia 1982 w Moskwie) – radziecki polityk, III sekretarz KC Komunistycznej Partii (bolszewików) Białorusi (1943-1947), członek Centralnej Komisji Rewizyjnej KPZR (1956-1966).
Od 1926 w WKP(b), 1928-1930 w Armii Czerwonej, 1933 ukończył Leningradzki Uniwersytet Komunistyczny, po czym został funkcjonariuszem partyjnym. 1937-1938 kierownik Wydziału Prasy i Wydawnictw KC KP(b)B, od października 1938 do czerwca 1939 I sekretarz Komitetu Obwodowego KP(b)B w Mohylewie, od 6 czerwca 1939 do 26 marca 1941 sekretarz KC KP(b)B ds. propagandy i agitacji, 20 maja 1940 został członkiem KC KP(b)B (do 15 lutego 1949) i Biura Politycznego KC KP(b)B (do 1 grudnia 1947). Od 26 marca 1941 do 1 września 1943 sekretarz KC KP(b)B ds. przemysłu, 1941-1942 członek Rady Wojskowej 13 Armii Frontu Południowo-Zachodniego, 1942-1944 szef Zarządu Politycznego i zastępca szefa Centralnego Sztabu Ruchu Partyzanckiego. Od 26 sierpnia 1943 do 7 marca 1947 III sekretarz KC KP(b)B, następnie do 1 grudnia 1947 ponownie sekretarz KC KP(b)B ds. przemysłu, 1947-1948 słuchacz kursów przy KC WKP(b), 1948-1949 aspirant Akademii Nauk Społecznych przy KC WKP(b), 1949-1952 sekretarz Komitetu Miejskiego WKP(b) w Leningradzie. 1952-1954 inspektor KC WKP(b), od 1954 do lipca 1965 kierownik Wydziału Ogólnego KC KPZR, od 25 lutego 1956 do 29 marca 1966 członek Centralnej Komisji Rewizyjnej KPZR, od lipca 1965 do 1970 rektor Akademii Nauk Społecznych przy KC KPZR, następnie na emeryturze. Deputowany do Rady Najwyższej ZSRR 5 kadencji.